# Assemblea de Còrdova
|  | Per a altres significats, vegeu «Assemblea de Còrdova de 1919». |

L'Assemblea de Còrdova de  va ser una reunió efectuada a Còrdova el 1933 en la qual es va abordar la proposta de la Diputació Provincial de Sevilla, presidida per Hermenegildo Casas Jiménez, per a l'elaboració d'un estatut d'autonomia per Andalusia, en el marc dels establert per la constitució espanyola de 1931 promulgada durant la Segona República. La reunió, que va comptar amb l'assistència de Blas Infante, fou un relatiu fracàs, ja que s'esperava l'assistència de més d'assembleistes i perquè es van retirar la major part dels representants de les províncies d'Almeria, Huelva, Granada i Jaén.